# Pest vármegyei 6. sz. országgyűlési egyéni választókerület
A Pest vármegyei 6. sz. országgyűlési egyéni választókerület egyike annak a 106 választókerületnek, amelyre a 2011. évi CCIII. törvény Magyarország területét felosztja, és amelyben a választópolgárok egy-egy országgyűlési képviselőt választhatnak. A választókerület nevének szabványos rövidítése: Pest 06. OEVK. Székhelye Gödöllő.

## Területe
A választókerület az alábbi településeket foglalja magába:
1. Aszód
2. Bag
3. Domony
4. Galgamácsa
5. Gödöllő
6. Hévízgyörk
7. Iklad
8. Isaszeg
9. Kartal
10. Kerepes
11. Kistarcsa
12. Mogyoród
13. Nagytarcsa
14. Szada
15. Vácegres
16. Váckisújfalu
17. Verseg

## Országgyűlési képviselője
| Név           | Párt                                         | Párt        | Terminus | Megjegyzés                                   |
| ------------- | -------------------------------------------- | ----------- | -------- | -------------------------------------------- |
| Vécsey László |                                              | Fidesz-KDNP | 2014 –   | A 2014-es országgyűlési választás eredménye: |
| Vécsey László | A 2018-as országgyűlési választás eredménye: | Fidesz-KDNP | 2014 –   |                                              |
| Vécsey László | A 2022-es országgyűlési választás eredménye: | Fidesz-KDNP | 2014 –   |                                              |

## Demográfiai profilja
| Iskolai végzettség                | Iskolai végzettség               | Iskolai végzettség | Iskolai végzettség | Iskolai végzettség |
| --------------------------------- | -------------------------------- | ------------------ | ------------------ | ------------------ |
|                                   |                                  |                    |                    | fő                 |
| Általános iskolát nem végezte el  | Általános iskolát nem végezte el |                    | 1434               | 1434               |
| Általános iskola                  | Általános iskola                 |                    | 13815              | 13815              |
| Szakmunkás                        | Szakmunkás                       |                    | 17583              | 17583              |
| Érettségi                         | Érettségi                        |                    | 35326              | 35326              |
| Diploma                           | Diploma                          |                    | 26291              | 26291              |
| A 2022. évi népszámlálás szerint. |                                  |                    |                    |                    |

A Pest vármegyei 6. sz. választókerület lakónépessége 2022. október 1-jén 118 227 fő volt. A 2011-es és a 2022-es népszámlálás között 9797 fővel nőtt a választókerület lakosság száma. A választókerületben a korösszetétel alapján a legtöbben a középkorúak élnek 43 067 fővel, míg a legkevesebben az időskorúak 20 823 fővel. A választókerület lakosságának a 88,3%-nál van internet elérési lehetőség.
A legmagasabb befejezett iskolai végzettség szerint az érettségi végzettséggel rendelkezők élnek a legtöbben 35 326 fő, utánuk a következő nagy csoport a diplomások 26 291 fővel.
Gazdasági aktivitás szerint a lakosság közel fele foglalkoztatott 60 085 fő, második legjelentősebb csoport az inaktív keresők, akik főleg nyugdíjasok 22 906 fővel.
A választókerület legjelentősebb nemzetiségi csoportja a németek 1339 fő, illetve a cigányok 1033 fő. Magyar állampolgársággal nem rendelkező külföldi állampolgárok aránya 1,3%.
Vallási összetétel szerint a választókerületben lakók legnagyobb vallása a római katolikus (28 835 fő), valamint jelentős közösség még a reformátusok (7788 fő). A vallási közösséghez nem tartozók száma szintén jelentős (12 151 fő), a választókerületben a második legnagyobb csoport a római katolikus vallás után.

## Országgyűlési választások
| Párt                      |  | Jelölt              |
| ------------------------- |  | ------------------- |
| MEMO                      |  | Kopka Sándor Zoltán |
| Független                 |  | Antal Tamás         |
| MKKP                      |  | Bősze Gábor         |
| Normális Párt             |  | Szibilla László     |
| Mi Hazánk                 |  | Halász Géza         |
| Fidesz-KDNP               |  | Vécsey László       |
| Egységben Magyarországért |  | Hohn Krisztina      |

| Párt                             |           | Jelölt          | Szavazatok | %     | ± %   |
| -------------------------------- | --------- | --------------- | ---------- | ----- | ----- |
| Fidesz-KDNP                      |           | Vécsey László   | 29 588     | 45.92 | 3     |
| LMP                              |           | Lengyel Szilvia | 14 763     | 22.91 | 16.5  |
| Jobbik                           |           | Vig János       | 12 343     | 19.16 | 0.02  |
| MSZP-Párbeszéd                   |           | Makrai Zoltán   | 4776       | 7.41  | 17.94 |
| MKKP                             |           | Bősze Gábor     | 1109       | 1.72  | Új    |
| Momentum                         |           | Molnár László   | 848        | 1.32  | Új    |
| Együtt                           |           | Kis Imre        | 233        | 0.36  | 24.99 |
| Egyéb pártok                     |           |                 | 768        | 1.72  | 4.25  |
| Megjelent                        | Megjelent | Megjelent       | 65 240     | 74.36 | 9.02  |
| A Fidesz-KDNP tartja a körzetet. |           |                 |            |       |       |

| Párt                                |           | Jelölt          | Szavazatok | %     | ± % |
| ----------------------------------- | --------- | --------------- | ---------- | ----- | --- |
| Fidesz-KDNP                         |           | Vécsey László   | 23 745     | 42.92 |     |
| Összefogás                          |           | Kovács Barnabás | 14 027     | 25.35 |     |
| Jobbik                              |           | Bertha Szilvia  | 10 588     | 19.14 |     |
| LMP                                 |           | Lengyel Szilvia | 3544       | 6.41  |     |
| Szociáldemokraták                   |           | Gaál István     | 121        | 0.22  |     |
| Egyéb pártok                        |           |                 | 3302       | 5.97  |     |
| Megjelent                           | Megjelent | Megjelent       | 55 962     | 65.34 |     |
| A Fidesz-KDNP nyeri meg a körzetet. |           |                 |            |       |     |

## Ellenzéki előválasztás – 2021
| Frakció                              |                 | Jelölő szervezetek                    | Jelölt          | Szavazatok | %     |
| ------------------------------------ | --------------- | ------------------------------------- | --------------- | ---------- | ----- |
| LMP                                  |                 | LMP, Jobbik, MSZP, Párbeszéd, ÚK, MMM | Hohn Krisztina  | 3348       | 44.51 |
| ÚVNP/DK                              |                 | DK, ÚVNP, Liberálisok                 | Simon Erika     | 2374       | 31.56 |
| Momentum                             |                 | Momentum                              | Varga Zoltán    | 1800       | 23.93 |
| Összes szavazat                      | Összes szavazat | Összes szavazat                       | Összes szavazat | 7522       |       |
| Hohn Krisztina nyeri meg a körzetet. |                 |                                       |                 |            |       |